# Guraleus fascinus
Guraleus fascinus é uma espécie de gastrópode do gênero Guraleus, pertencente a família Mangeliidae.